# Pteromalus berylli
Pteromalus berylli är en stekelart som beskrevs av Walker 1835. Pteromalus berylli ingår i släktet Pteromalus och familjen puppglanssteklar. Arten är reproducerande i Sverige. Inga underarter finns listade i Catalogue of Life.